# Смольники (Підляське воєводство)
Смольники (пол. Smolniki) — село в Польщі, у гміні Рутка-Тартак Сувальського повіту Підляського воєводства.
Населення — 95 осіб (2011).
У 1975-1998 роках село належало до Сувальського воєводства.

## Демографія
Демографічна структура станом на 31 березня 2011 року:
|          | Загалом | Допрацездатний вік | Працездатний вік | Постпрацездатний вік |
| -------- | ------- | ------------------ | ---------------- | -------------------- |
| Чоловіки | 48      | 8                  | 35               | 5                    |
| Жінки    | 47      | 7                  | 26               | 14                   |
| Разом    | 95      | 15                 | 61               | 19                   |